# Volver a morir
Volver a morir es una película colombiana de 2012. Fue presentada en la nominación oficial del XXVI Festival de Cine de Bogotá. Fue escrita y dirigida por Miguel Urrutia, con la actuación de Luis Fernando Bohórquez y la actriz peruana Andrea Montenegro, es un thriller de terror psicológico. Según su guionista la idea para esta película surgió de un sueño a principios de enero del año 2008.

## Rodaje
La cinta se firmó entre marzo y abril del año 2008 haciendo uso de alta tecnología en una sola locación, con una acción repetitiva que es la parte central del guion.

## Sinopsis
Camila (Andrea Montenegro) despierta al lado de un desconocido (Luis Fernando Bohórquez) con el cual había pasado una noche de sexo y licor, pero apenas él empieza a conocerla, la asesina, dándole así el inicio a la historia.
Al morir Camila vuelve al inicio de la historia donde los eventos de su muerte se repiten una y otra vez muriendo inevitablemente una y otra vez, aunque en cada ocasión adquiere más información acerca de su asesino, y esta es la única forma en la que podrá salvar su vida.